# 戈蒙
戈蒙（法語：Gomont，法語發音：[ɡɔmɔ̃]）是法国大東部大區阿登省的一个市镇，属于勒泰勒区。

## 地理
戈蒙（49°30'1"N, 4°9'42"E）面积7.23 平方千米，位于法国大東部大區阿登省，该省份为法国北部内陆省份，西接埃纳省，南至马恩省，东临默兹省，北与比利时接壤。
与戈蒙接壤的市镇（或旧市镇、城区）包括：布朗济拉萨洛奈斯、埃皮拉莱谢讷、圣日耳曼蒙。

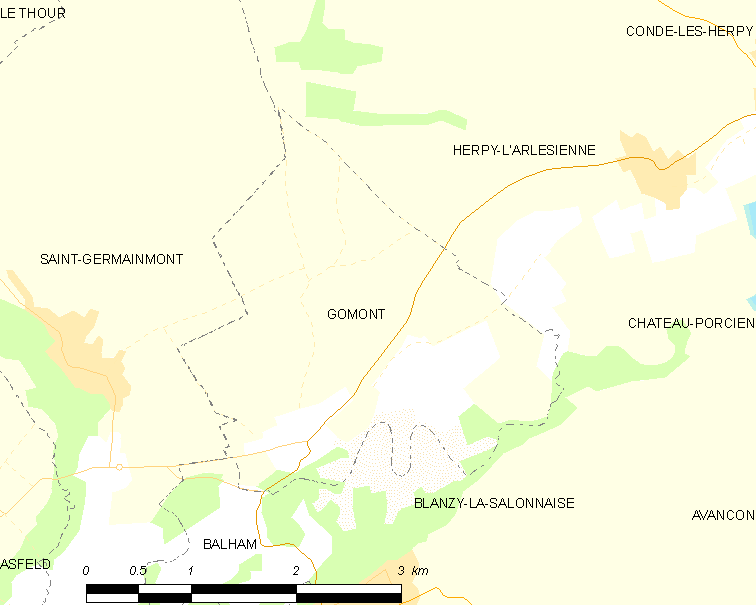
戈蒙的OSM定位图

戈蒙的时区为UTC+01:00、UTC+02:00（夏令时）。

## 行政
戈蒙的邮政编码为08190，INSEE市镇编码为08195。

## 政治
戈蒙所属的省级选区为波尔西安堡县。

## 人口

1962-2008年间戈蒙人口变化图示

戈蒙于2022年1月1日时的人口数量为320人。